# Albatrossia pectoralis
Genre
Espèce
Albatrossia pectoralis est une espèce de poissons osseux de la famille des Macrouridae (les grenadiers, qui sont aussi appelés « poissons queue de rat »). C'est la seule espèce du genre Albatrossia.